# ふぐ料理

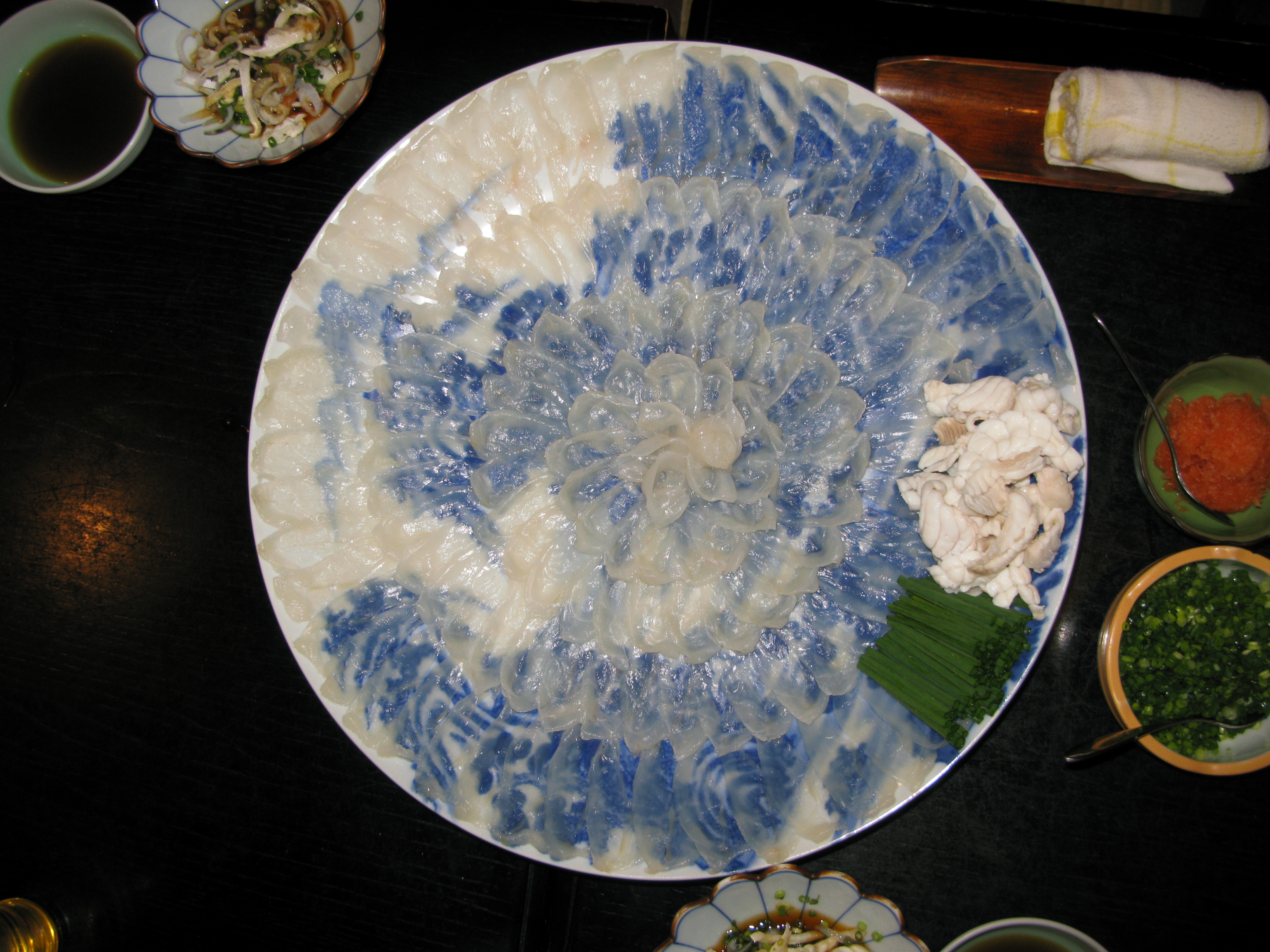
トラフグの薄造り

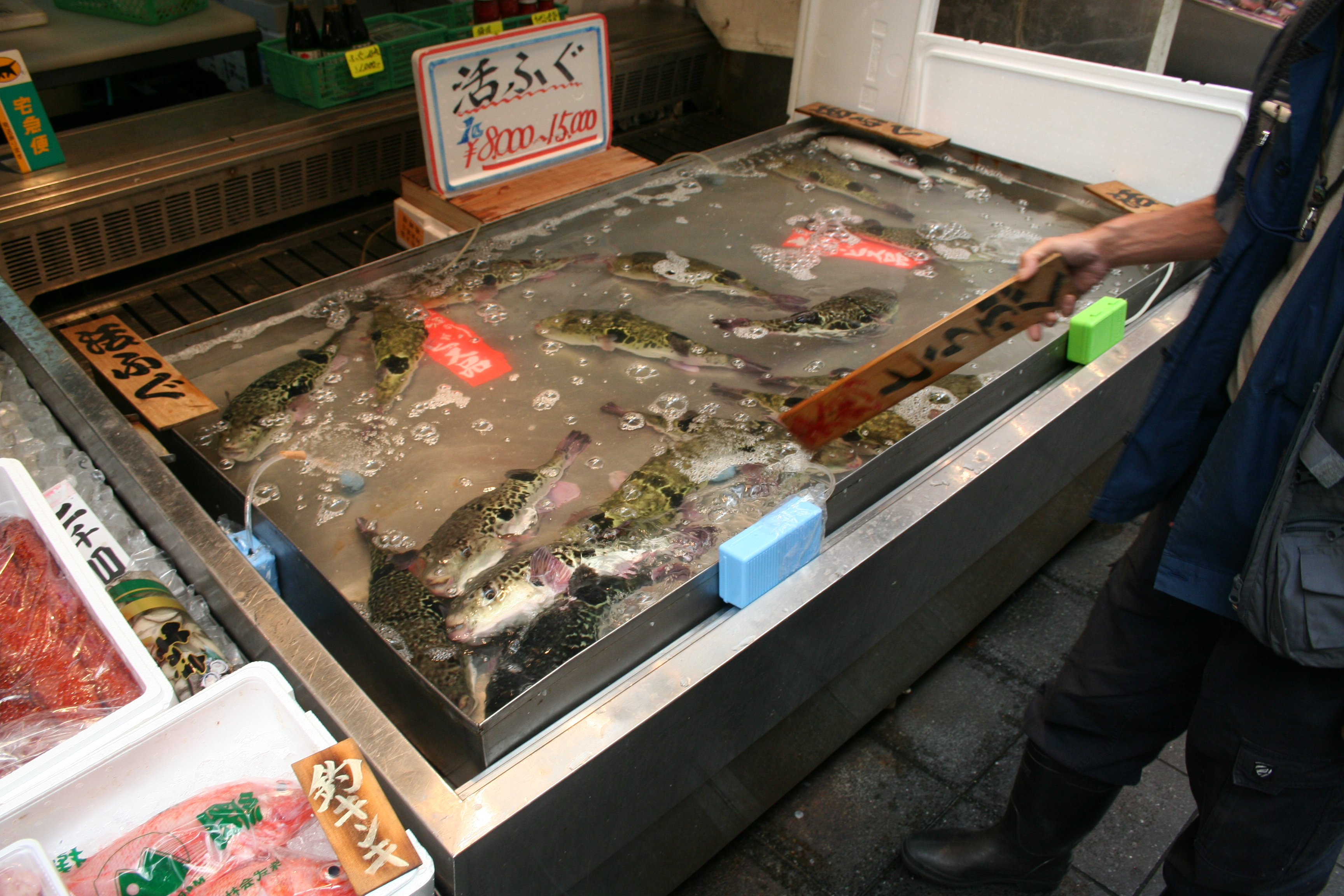
魚市場でのふぐの販売（大阪市日本橋の黒門市場）

ふぐ料理（ふぐりょうり）は、フグを主とした料理群である。山口県など西日本を中心にふぐ料理は作り上げられ、太平洋戦争後に全国へ広まった。ふぐの本場とされる山口県下関市、対岸の福岡県北九州市などでは濁らずに「ふく料理」、大阪などでは「テッポウ料理」あるいは「テツ料理」などとも呼ばれる。下関市内の春帆楼はふぐ料理公許第一号店である（「下関とふく」も参照）。
フグは、内臓などに毒（高級魚とされるトラフグなどが体内に持つテトロドトキシンが広く知られている。またハコフグが持つパフトキシンもある）を持つため扱いが難しい。日本国内の場合、多くの自治体では身欠き（後述）処理は専門の資格者が行うことが義務付けられている。「養殖方法次第では無毒のフグを育てられる」との意見もあるが、厚生労働省からは認められていない。本項では主にフグを食材とする日本料理について解説するが、ふぐ料理は一部の外国で食べることができる（後述）。

## ふぐ料理の呼び名
山口県や九州などでは、ふぐ料理のことを濁ることなく「ふく料理」と呼ぶ場合が有る（観光業界関係者など。一般的にはフグと呼ぶ）。これは以下の説があるが、その由来ははっきりしていない。
- 「ふぐ」では「不遇」「不具」となり縁起が悪い。しかし「ふく」であれば「福」につながり縁起が良いから。
- ふぐを料理する際に布に巻いて、一晩寝かせた後に調理したので「布久」の当て字とした。

関西では「当たれば死ぬ」ことより「テッポウ＝鉄砲」、もしくはこれを短くして「テツ」と呼ばれる。「テッポウ」や「テツ」は元々は隠語として使われていたようで、これは江戸時代より長州藩などで武士のフグ食がしばしば禁じられていたためであった。
他に隠語として、長崎県島原地方では「ガンバ」と呼ばれている。「ガンバ」とは島原では「棺を」の方言であり、「がんば置いてでん食わんば（棺桶を用意してでも食べたい）」とのいわれからである。また明治時代の文明開化期には、当時は精度が低かった天気予報に引っ掛けた洒落で、「測候所」とも呼ばれた（「あまり当たらないが、たまに当たる」の意味）。

## 旬

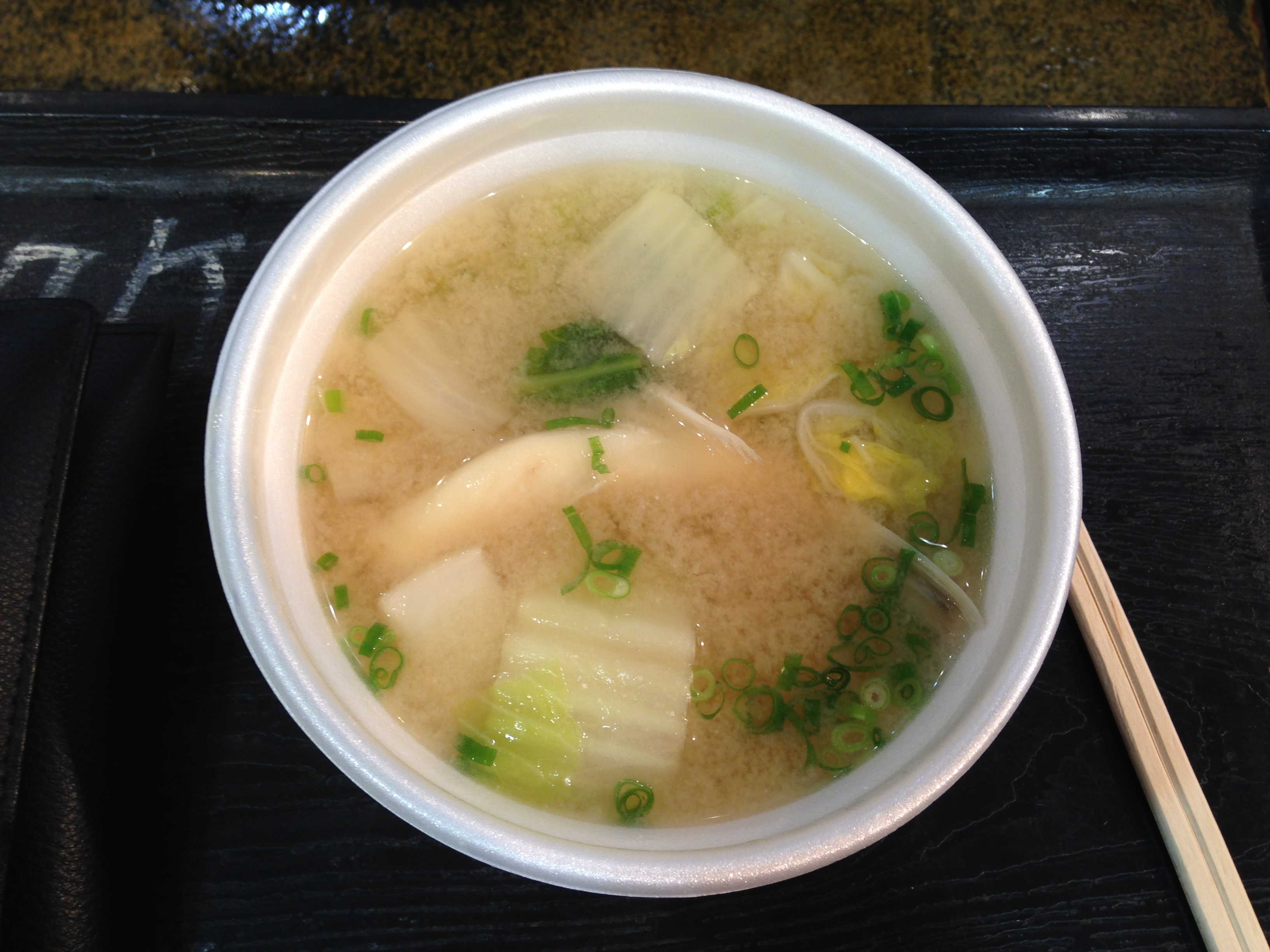
唐戸市場（山口県下関市）の「ふく汁」

ふぐの旬は「秋の彼岸から春の彼岸まで」と言われ、冬が最も旬となる。これは代表的な料理の一つであるふぐ鍋が身体の温まる料理であることともに、成長したフグが産卵のため日本沿岸に近づく時期でもあるからである。また、ちり鍋に必要な柑橘類の旬であることも一因とされる。しかし、近年は冷凍技術や養殖技術が発展し、年間を通じてふぐ料理を味わうことが可能である。また、江戸時代には夏野菜を使ったふく汁が作られていたことや、トラフグの産卵期は春から初夏であることなどから「必ずしもフグの旬は冬とは言えない」という考えもあり、実際に「夏ふく」を売りにしている地域も存在する。一方で、昔ながらの料理店では、ふぐ料理を冬のみ扱うことにこだわりを持つ所も少なくない。

## ふぐの加工法
一般の魚は〆た後で、いわゆる「三枚おろし」で魚を解体する。しかしフグは毒を持つため、三枚おろし以前にその危険部位を予め取り除く作業が必要となる。この作業のことを「身欠き」と呼ぶ。またフグは棘を持つ皮で覆われているが、皮から棘を除去する作業のことを「皮むき」と呼ぶ。
身欠き処理のあと、身を三枚に下ろす作業のことを「磨き」と呼ぶことがある。

### 身欠き
フグの皮や毒を持つ部分（肝などの内臓が主）を除去する作業のことである。この作業は、後述するふぐ調理師の資格者が行う。調理師により作業内容や手順は異なるが、基本的には以下の流れで行われる。
1. フグの口先を落とす。
2. 背びれ、胸びれなどを落とす。
3. 包丁を入れ、フグの皮を剥く。
4. 内臓を取り出し、身の部分を洗う。

### 皮むき
フグの皮は食用として珍重され、また古くは民芸品や工芸品の部材としても使用されていた。この皮むきの作業は非常に高い専門性を有し、限られた職人や加工場での作業が必要であった。しかし1990年代に入ると、この皮むき作業も実効性のある自動機械が登場し、作業効率の向上が図られるようになった。

## 主なふぐ料理

### ふぐ刺し

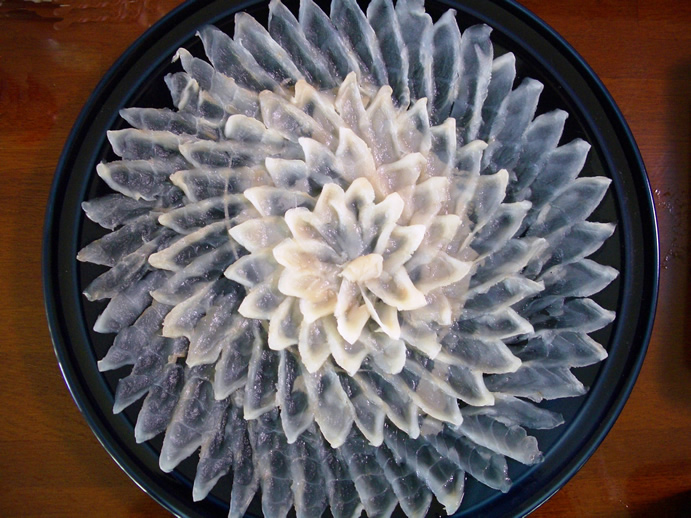
ふぐ刺し

ふぐ刺しはフグの身の刺身のこと。関西ではフグのことを「テッポウ」と呼ぶことから、「テッポウ刺し」を略して「てっさ」と呼ばれる。
フグ肉の特徴（後述）として、繊維質であることが挙げられる。それゆえ、普通の刺身では弾力がありすぎて噛み切ることが難しいため、切り身が透けて見えるほどの「薄作り」で身を細く包丁で引いて刺身にすることが多い。コリコリとした食感が特長である。一部には「フグの肉は稀少品なので、少しでも長く味わえるための工夫した結果、薄切りが一般化した」という俗説があるが、これは誤りである。この際、専用の「ふぐ引き包丁」を使用する。
ふぐ刺しに使われるフグ肉は、フグを〆てから布を被せて丸1日から2日程度寝かせ、熟成させる。
ふぐ刺しの盛り付けは、大きい円形の皿に刺身を平たく円盤状に満遍なく並べる「べた盛り」が一般的。盛り方に工夫を凝らし、見た目にも楽しめるようにした「鶴盛り」「菊盛り」「孔雀盛り」「牡丹盛り」などという盛り方もある。
切り身は、箸ですくってポン酢を付けて食べる方法が一般的である。また、薬味としてもみじおろしや葱なども好みで使用する。湯引きした後に氷水で冷やし、細切りにしたフグの皮が添えられていることもある。
薄切りではなく、ぶつ切りにした身をポン酢や薬味等と和えて食べる「ぶつ刺し」もあり、てっさとは異なる噛みごたえが味わえるとして一部で人気がある。

### ふぐ鍋・ふぐ雑炊
ふぐ鍋は、魚の切り身鍋を指す「ちり」をつけて「ふぐちり」とも呼ばれる。関西では特に「てっちり」とも呼ばれる。てっちりは、毒にあたると死ぬフグと弾にあたると死ぬ鉄砲とをかけた呼び名で、「鉄砲鍋」とも言われる。
ふぐ鍋は、昆布などで取ったダシ汁に、フグの切り身や骨を野菜などと一緒に土鍋に入れて煮込む。付けダレとして、ふぐ刺しと同様にポン酢を用いることが一般的。江戸前（江戸料理）のふぐ鍋では、割り下に大量の醤油と砂糖を用いた、非常に甘辛い味付けも好まれた。
鍋を食べた後に鍋の残りを塩で味を調整して、ご飯を入れて煮立たせると、ふぐ雑炊となる。

### ふぐの唐揚げ

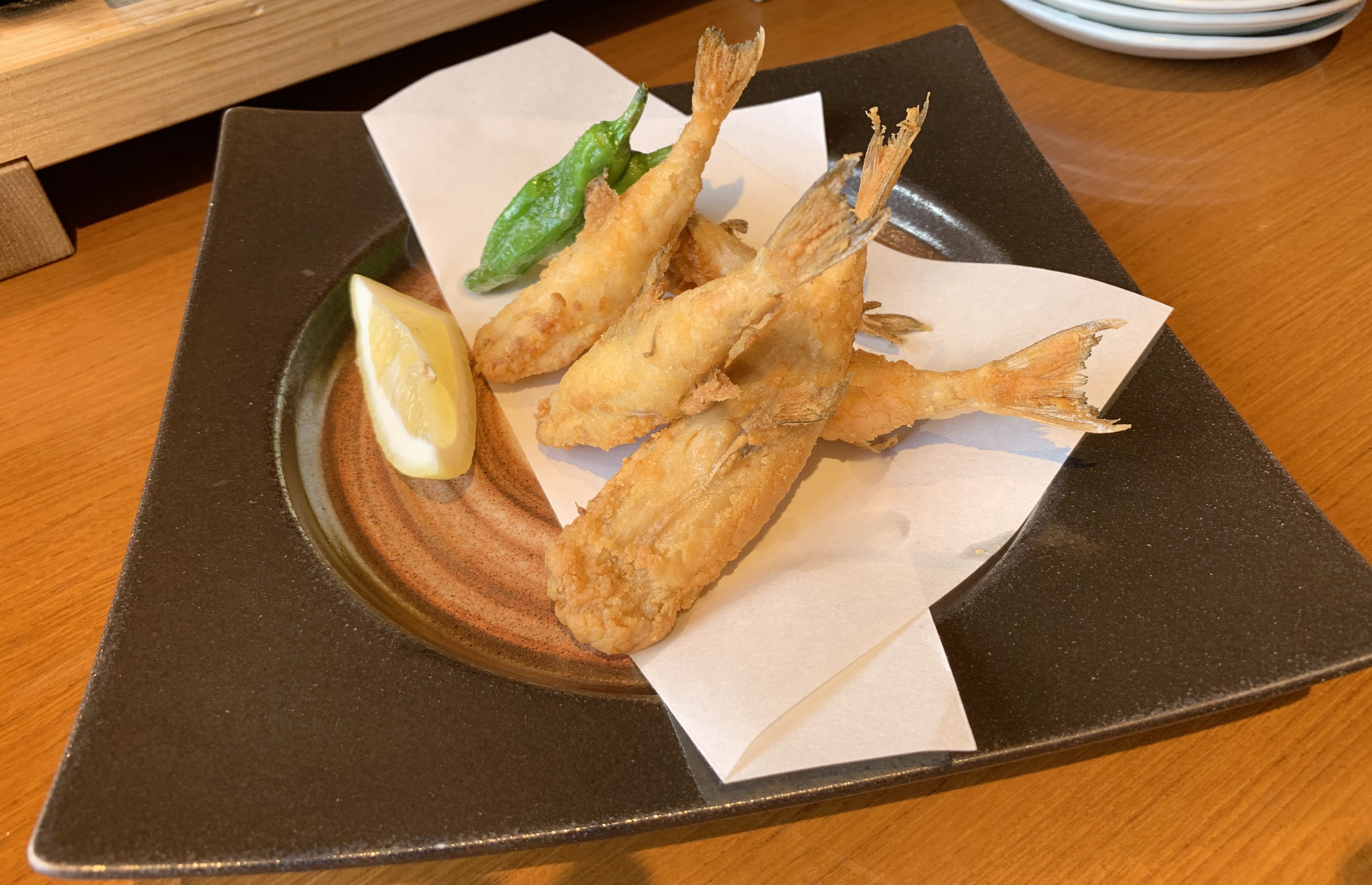
小ふくの唐揚げ

ふぐの唐揚げも定番の料理である。ぶつ切りにしたフグの身を小麦粉（薄力粉）でまぶして、油で揚げたものである。ポン酢のたれや塩をまぶして食べる。

### 白子料理

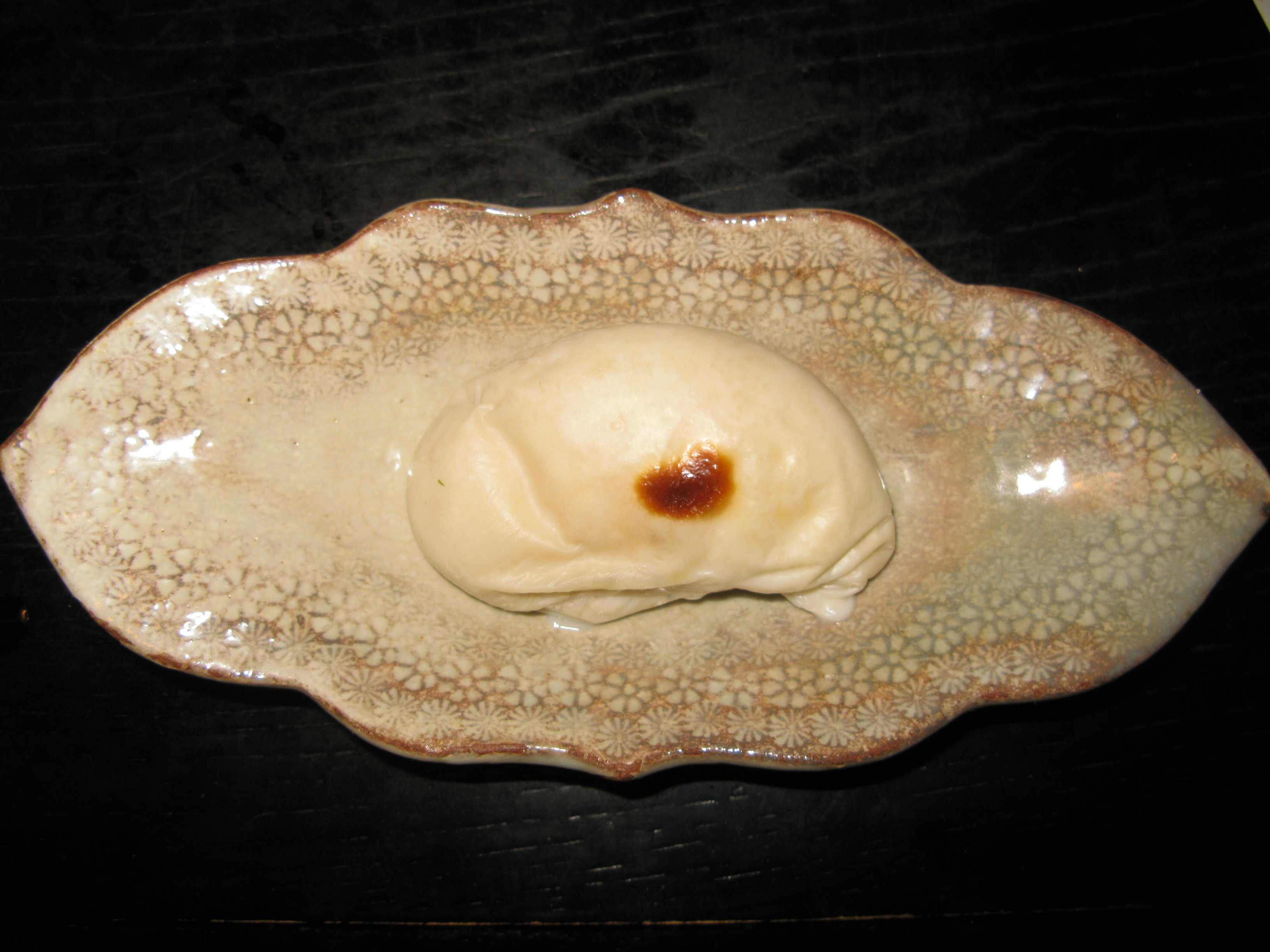
ふぐの白子焼き

白子は雄のフグの精巣のことである。産卵期の1月から3月頃に取れたものが一番美味で、最も高価な料理でもある。白子焼き、白子揚げ、白子豆腐などの一品料理として出されることが多い。

### 煮凝り
フグの皮を野菜やシイタケなどと煮込み、冷蔵庫で冷やしたもの。フグ皮のコラーゲンがゼラチン化してゼリー状に固まる。

### ふぐ酒
厳密には料理ではないが、フグの部位を日本酒に浸した物も広く知られている。「ふぐのひれ酒」は、ふぐのヒレの部分を干物に加工し、これを火で炙ったものを熱燗にした日本酒に入れて、味の変化を楽しむ。「ふぐの白子酒」は、ヒレの代わりにフグの精巣である白子を入れたもの。他に、フグの骨を炙ったものを入れる「ふぐの骨酒」なども知られている。

## 他のふぐ郷土料理

### 河豚の卵巣の糠漬け
石川県白山市の旧美川町地区には、フグの卵巣を糠漬けにした「ふぐの子糠漬け」という郷土料理が存在する。フグの肝や卵巣はフグ毒を大量に含んでいるが、塩水に1年漬けてから米糠に2年から3年漬けると分解され、人体に影響を与えなくなるレベルにまで低下する。この工程を経て製造されるフグの卵巣の糠漬けは、珍味として重宝される。
ふぐの子糠漬けや粕漬けは、猛毒のゴマフグの卵巣を上記のように加工したもので、製造・販売が許可されているのは石川県のみである。

### ふくめし
下関駅でかつて販売されていた駅弁。1960年に登場し、10月から翌4月までの期間限定であった。ふぐをかたどった丸い容器にフグのダシ汁で炊いたふぐ飯の上に、ふぐの天ぷら、ふぐの煮つけ、山菜などが載る。

### てっちり
福岡県には家庭料理として「てっちり」とよばれるふぐ鍋があり、ここではふぐの代わりにハモが使われることもある。

### ふぐざく
愛媛県新居浜市発祥。フグの白身や皮などを細切れにしてポン酢、もみじおろしで味付けする。ふぐざくの上にカワハギの肝が乗っているのが特徴である。

## 加工品
- フグの一夜干し - 小ぶりのフグの干物。スーパーマーケットなどに出回っている。
- フグのオイル漬け - 博多で作られている土産物。

## フグ肉の特徴
魚肉は白身魚と赤身魚に大きく分けられ、ふぐは白身魚に属する。白身魚は高たんぱく・低脂肪であるが、フグ肉は白身魚のなかでも、さらに脂質が少ないという特徴を持つ。また繊維質であるため肉質は弾力が強く、普通の刺身の厚さに切ると、一般の人では噛み切ることに苦労する。このため、ふぐ刺しではフグ肉を薄く切って盛り付けることが多い（ただし、前述の通り「ぶつ刺し」などの食し方もある）。
一般の魚は、〆てから死後硬直により身が引き締まる4時間から5時間程度以内が食べるのに適していると言われている。しかしフグは元々肉に弾力があるため、死後硬直から旨味成分であるアミノ酸やイノシン酸が増加し、肉が軟らかくなる24時間から36時間程度経過後が適していると言われている。

## 食用が認められているフグ
2006年時点、日本で食用が認められているフグは22種類。1983年に出された厚生省（現在の厚生労働省）局長通達『フグの衛生確保についての新しい措置基準』に基づく。以下この通達で認められた22種類のフグとその部位を列挙する。○の項目が食用として可能と判断されたものである。ただし、日本沿岸域、日本海、渤海、黄海及び東シナ海で捕獲されたものに限っている。また、コモンフグ及びヒガンフグの岩手県越喜来湾・釜石湾、宮城県雄勝湾で漁獲されたものは毒性が強く、食用不可とされている。
ここに挙げた以外の魚種、部位および海域のものを販売することは食品衛生法の第4条違反に該当する。
| 科目           | 種類                 | 部位 | 部位 | 部位         |
| 科目           | 種類                 | 肉   | 皮   | 精巣（白子） |
| -------------- | -------------------- | ---- | ---- | ------------ |
| フグ科         | クサフグ             | ○    | ×    | ×            |
| フグ科         | コモンフグ           | ○    | ×    | ×            |
| フグ科         | ヒガンフグ           | ○    | ×    | ×            |
| フグ科         | ショウサイフグ       | ○    | ×    | ○            |
| フグ科         | ナシフグ             | ○    | ×    | ○            |
| フグ科         | マフグ               | ○    | ×    | ○            |
| フグ科         | メフグ               | ○    | ×    | ○            |
| フグ科         | アカメフグ           | ○    | ×    | ○            |
| フグ科         | トラフグ             | ○    | ○    | ○            |
| フグ科         | カラス               | ○    | ○    | ○            |
| フグ科         | シマフグ             | ○    | ○    | ○            |
| フグ科         | ゴマフグ             | ○    | ×    | ○            |
| フグ科         | カナフグ             | ○    | ○    | ○            |
| フグ科         | シロサバフグ         | ○    | ○    | ○            |
| フグ科         | クロサバフグ         | ○    | ○    | ○            |
| フグ科         | ヨリトフグ           | ○    | ○    | ○            |
| フグ科         | サンサイフグ         | ○    | ×    | ×            |
| ハリセンボン科 | イシガキフグ         | ○    | ○    | ○            |
| ハリセンボン科 | ハリセンボン         | ○    | ○    | ○            |
| ハリセンボン科 | ヒトヅラハリセンボン | ○    | ○    | ○            |
| ハリセンボン科 | ネズミフグ           | ○    | ○    | ○            |
| ハコフグ科     | ハコフグ             | ○    | ×    | ○            |

## ふぐ調理師資格
ふぐを捌く場合、ふぐの持つ毒を含む部分と食用が許可された部分を分離する作業は、各都道府県の許可したふぐ調理師（「処理師」「包丁師」などとも呼ばれる）が行うことが決められている。この免許は、各都道府県のふぐ条例により定められているため、ある県で取得した免許を持っている場合でも、他県では無効となる場合が多い。
また、ふぐ調理師により食用として処理された部位のみを再調理する場合に関しては、特に資格は必要としない。ただし地域によっては、飲食店等でふぐ料理を提供する・スーパー等で身欠きふぐ等を販売するといった目的で、あらかじめ処理済みの部位のみを取り扱う場合でも、別途、保健所への届出・講習会の受講等が義務付けられる。

## ふぐ料理の歴史

### 古代
日本各地に残る縄文時代の貝塚から、多数のフグの骨が発掘されている。このことより、ふぐ食が古くから行われていたことが分かる。また、中国大陸では秦時代の書物『山海経』に「フグを食べると命を落とす」という旨の記述がある。平安時代の本草書『本草和名』には「布久」という名称でフグが登場する。

### 中世・近世
文禄・慶長の役により九州に集結した武士の間で、フグ中毒で死亡するものが相次いだ。このため「河豚（ふぐ）食禁止の令」が発布された。江戸時代も武士に対して、ふぐ食を禁じる藩が多かった。特に長州藩は厳しく、ふぐ食が発覚した場合、家禄没収などの厳しい処分が下された。また吉田松陰はふぐ食を批判する文書を残している。しかし、江戸時代は魚の食文化が発達した時代でもあり、17世紀の『料理物語』のなかに「ふくとう汁」（ふぐ汁）の料理方法が記載されている。また、松尾芭蕉や小林一茶は河豚料理を季語にした俳句も残している。このように、ふぐ料理は着実に根付いていったと考えられている。

### 近代以降
そして、明治維新後も、フグによる中毒は絶えなかった。1872年（明治5年）8月14日の『東京日日新聞』には「ふぐ食を禁じるべき」との投書が掲載されている。1882年（明治15年）には、政府もフグ中毒の増加を受けて、「河豚食う者は拘置科料に処する」とした項目を含む違警罪即決令を発布した。しかし、1888年（明治21年）に伊藤博文が下関の春帆楼を訪問した際にふぐ料理を食べ、その味に感嘆した伊藤は山口県知事に働きかけて、山口県下ではふぐ食が解禁された。
1887年（明治20年）、高橋順太郎教授と助教授の猪子吉人と共にフグ毒の研究を始め、1889年にフグ毒が生魚の体内にあること、水に解けやすいことなどから、それがタンパク質（酵素）様のものでないことを証明し、毒力表を作成した。東京では1892年（明治25年）に内臓を取り除くことを条件にフグの販売が解禁された。他の地域はフグの販売が禁止されていたが、ほとんど有名無実であった。
太平洋戦争後の1947年（昭和22年）に食品衛生法が制定されると、各都道府県でふぐの販売に関する条例が制定されるようになった。フグの食用・調理にあたっての条例は1948年（昭和23年）に、大阪府が制定した「ふぐ販売営業取締条例」（昭和二十三年大阪府条例第五十五号）が最初である。東京都では1949年（昭和24年）に日本初のふぐ調理師試験が行われている。1983年（昭和58年）の厚生省局長通達『フグの衛生確保についての新しい措置基準』により、22種類の販売可能なフグとその部位が示され、それ以外の調理と販売は禁止された。2022年（令和4年）現在でもふぐ調理師免許は都道府県別でありその取得方法も都道府県によってまちまちであることから、一般社団法人全日本ふぐ連盟から全国統一の資格制度が求められている。
とらふぐ料理専門店「玄品ふぐ」を運営する株式会社関門海は餌の工夫により養殖ふぐを無毒化する方法を確立し、特許を取得した。

## 海外でのふぐ料理
フグを食べる習慣はかつて日本、韓国以外にはなかった。下関市の仲卸業者が発足させた「下関ふぐ輸出組合」が1989年、日本で有毒部位を除いた身欠きふぐをアメリカ合衆国の日本食レストランへ送ったのが初の輸出とされる。訪日外国人の増加などで、ふぐ料理は海外でも徐々に知られるようになっており、ロシア連邦や中国、香港、台湾、東南アジア諸国（シンガポール、マレーシア）で輸入・流通が解禁されたり、ふぐ料理を出す飲食店が営業したりしている。2016年に設立された「国際ふぐ協会」には海外の商社・ホテルも参加している。
ベトナムではフグ食だけでなくフグの漁獲すら法律で禁止されているが、日本の水産会社で働くベトナム人女性が許可を得て試食会を開くなど、ふぐ料理の解禁に向けて活動している。
上記を除き、フグ輸入を認めない国が多い理由として、日本で国としての統一的な安全法制がなく、都道府県間で規制の格差があることを指摘する意見もある。
またフグ料理は世界でゲテモノ料理扱いされている料理の一つであり、フグの刺身を食べて死ぬのは、日本を題材としたポピュラーなエスニックジョークである。わざわざ毒のある食べ物を取ることが理由とされている。
水上生活をすることで知られるマレーシアのサバ州に住むバジャウ族では、結婚式や親戚の集まりなどの特別な機会に適切な調理をしたフグ料理が饗される。バジャウ族やタウスグ族（スルーク族）では、ターメリックなどの香辛料、フグの身と肝臓（日本では肝臓は有毒部位とされる。出典のLiverに従い記述）のミンチからなる Sagol（サゴル） もしくは sinagol（シナゴル）と呼ばれるサバ州の料理がある。

## 美食家の禁断の珍味としてのふぐ肝
美食家は微量のふぐ肝を食べることで、ふぐ毒により生じる舌の痺れや酩酊感を楽しむ事がある。自身で調理するよりも、ふぐ料理店が違法と知りながら親しい常連客限定の裏メニューとして提供する場合が多く、日本各地で警察による摘発が行われている。微量摂取でも致死量となる高濃度の毒を内臓に蓄えたふぐの個体が数%存在し、極めて危険な行為である。

## 参考書籍
- 青木義雄『ふぐの文化（改訂版）』成山堂書店、2003年
- 豊田謙二監修『九州宝御膳物語 おいしい郷土料理大事典』西日本新聞社、2006年